# 松原健一
松原 健一（まつばら けんいち、1907年11月25日 - 没年不明）は、釜山中／明治大学出身の日本の元ラグビー選手。ポジションはスクラムハーフ、スタンドオフ。

## 経歴
1930年ラグビー日本代表のカナダ遠征し6試合目で、後にラグビー日本代表としての第一回目となった試合（会場：Brockton Point［ブロクトン・ポイント］）に、前川丈夫とハーフ団として「SH」9番で先発出場した。試合は、日本初のテストマッチは、カナダBC州代表とで3対3の引き分けだった。
スクラムハーフ以外でも、1930年ラグビー日本代表のカナダ遠征では、10番 スタンドオフ (SO) （フライハーフ (FH)や、FWとしてエイトやフランカーとして出場している。

## プロフィール
- 日本で最初に日本ラグビーフットボール協会が認定するキャップ対象試合（テストマッチ）に出場した経験を有する、レジェンドの1人

（1982年12月にキャップ制度を制定）
- 日本代表キャップは1[2]。

## 関連人物
- 鈴木秀丸
- 前川丈夫
- 清水精三
- 知葉友雄
- 矢飼督之
- 藤井貢
- 和田志良